# کوکاویل
کوکاویل (به لاتین: Kokavil) یک منطقهٔ مسکونی در سری‌لانکا است که در ناحیه مولایتیوو واقع شده‌است.